# TT330
La tombe thébaine TT 330 est située à Deir el-Médineh, dans la nécropole thébaine, sur la rive ouest du Nil, face à Louxor en Égypte.
C'est la sépulture de Karo, serviteur dans la Place de Vérité durant le règne de Ramsès II (XIXe dynastie).